# Jean-Yves Roy (hockey sur glace)
Pour les articles homonymes, voir Roy et Jean-Yves Roy.
Jean-Yves Roy (né le 17 février 1969 à Rosemère, dans la province de Québec au Canada) est un joueur professionnel canadien de hockey sur glace. Après une carrière universitaire, il rejoint les Rangers de New York en 1992, mais ne joue que trois matchs avec eux. En 1994, il participe aux Jeux olympiques avec le Canada et remporte la médaille d'argent. Ne parvenant pas à se faire une place dans la Ligue nationale de hockey ni aux Sénateurs d'Ottawa, ni aux Bruins de Boston, il tente sa chance en Europe dès 1998. Il rejoint d'abord l'Autriche, et l'EC Villacher SV, puis l'Allemagne et le Kölner Haie, avant de venir en Suisse, au Hockey Club Fribourg-Gottéron. En 2003, il retourne à Cologne, avant de mettre un terme à sa carrière en 2006.

## Biographie
Jean-Yves Roy naît le 17 février 1969 à Rosemère, dans la province de Québec au Canada. Il fait ses études dans l'Université du Maine, où il joue en parallèle avec l'équipe de hockey sur glace dans la division Hockey East de la National Collegiate Athletic Association. Il y remporte un titre de division, ainsi que plusieurs honneurs personnels durant ses trois années universitaires. Jamais repêché, il passe professionnel en 1992, lorsqu'il s'engage avec l'organisation des Rangers de New York dans la Ligue nationale de hockey. Il doit toutefois attendre la saison 1994-1995 pour jouer ses trois premiers, et seuls, matchs avec la franchise du Madison Square Garden. Il passe en effet la majeure partie de son temps avec les Rangers de Binghamton dans la Ligue américaine de hockey, y jouant 175 rencontres. En février 1994, il participe aux Jeux olympiques avec le Canada et joue huit matches, marquant un but. Il remporte alors la médaille d'argent, le Canada étant défait en finale par la Suède.
Le 5 octobre 1995, il est échangé aux Sénateurs d'Ottawa contre Steve Larouche. Il y joue seulement quatre matchs, disputant la plus grande partie de sa saison dans le club ferme, les Senators de l'Île-du-Prince-Édouard|, dans la LAH. Il rejoint, après une saison et à titre d'agent libre, l'organisation des Bruins de Boston. Il reste deux saisons dans le Massachusetts, jouant cinquante-deux matchs pour lors de la première et étant surtout relégué chez les Bruins de Providence durant la seconde.
Il tente alors sa chance en Europe et atterrit en Autriche, au EC Villacher SV dans l'Österreichische Eishockey-Liga, et remporte le titre. En parallèle, durant cette saison, il participe avec son club à l'Alpenliga, qui regroupe des clubs autrichiens, italiens et slovènes. Il participe également à sa première Coupe Spengler avec le Team Canada, et finit finaliste. Au cours de la saison suivante, il rejoint les Kölner Haie dans la Deutsche Eishockey-Liga et participe, au mois de décembre 1999, à sa deuxième Coupe Spengler, qu'il remporte avec le club allemand. À la fin de la saison, il quitte l'Allemagne pour se lier avec le Hockey Club Fribourg-Gottéron, qui évolue en Ligue nationale A en Suisse. Il reste trois ans en Suisse, et remporte le titre de meilleur buteur de la saison régulière en 2001, à égalité avec Kevin Miller. Il joue une nouvelle fois la Coupe Spengler en 2002, qu'il remporte avec le Team Canada. En 2003, il retourne à Cologne, où il remporte la Coupe d'Allemagne en 2004. Il met un terme à sa carrière en 2006.

## Statistiques
| Saison     | Équipe                              | Ligue       |     | Saison régulière | Saison régulière | Saison régulière | Saison régulière | Saison régulière |    | Séries éliminatoires | Séries éliminatoires | Séries éliminatoires | Séries éliminatoires | Séries éliminatoires |
| Saison     | Équipe                              | Ligue       | PJ  | B                | A                | Pts              | Pun              | PJ               | B  | A                    | Pts                  | Pun                  |                      |                      |
| 1989-1990  | Black Bears du Maine                | Hockey East | 46  | 39               | 26               | 65               | 52               | -                | -  | -                    | -                    | -                    |                      |                      |
| 1990-1991  | Black Bears du Maine                | Hockey East | 43  | 37               | 45               | 82               | 26               | -                | -  | -                    | -                    | -                    |                      |                      |
| 1991-1992  | Black Bears du Maine                | Hockey East | 35  | 32               | 24               | 56               | 62               | -                | -  | -                    | -                    | -                    |                      |                      |
| 1992-1993  | Rangers de Binghamton               | LAH         | 49  | 13               | 15               | 28               | 21               | 14               | 5  | 2                    | 7                    | 4                    |                      |                      |
| 1993-1994  | Rangers de Binghamton               | LAH         | 65  | 42               | 24               | 66               | 33               | -                | -  | -                    | -                    | -                    |                      |                      |
| 1994-1995  | Rangers de Binghamton               | LAH         | 61  | 41               | 36               | 77               | 28               | 11               | 4  | 6                    | 10                   | 12                   |                      |                      |
| 1994-1995  | Rangers de New York                 | LNH         | 3   | 1                | 0                | 1                | 2                | -                | -  | -                    | -                    | -                    |                      |                      |
| 1995-1996  | Senators de l'Île-du-Prince-Édouard | LAH         | 67  | 40               | 55               | 95               | 64               | 5                | 4  | 9                    | 13                   | 6                    |                      |                      |
| 1995-1996  | Sénateurs d'Ottawa                  | LNH         | 4   | 1                | 1                | 2                | 2                | -                | -  | -                    | -                    | -                    |                      |                      |
| 1996-1997  | Bruins de Providence                | LAH         | 27  | 9                | 16               | 25               | 30               | 10               | 2  | 7                    | 9                    | 2                    |                      |                      |
| 1996-1997  | Bruins de Boston                    | LNH         | 52  | 10               | 15               | 25               | 22               | -                | -  | -                    | -                    | -                    |                      |                      |
| 1997-1998  | Bruins de Providence                | LAH         | 65  | 28               | 34               | 62               | 60               | -                | -  | -                    | -                    | -                    |                      |                      |
| 1997-1998  | Bruins de Boston                    | LNH         | 2   | 0                | 0                | 0                | 0                | -                | -  | -                    | -                    | -                    |                      |                      |
| 1998-1999  | EC Villacher SV                     | ÖEL         | 23  | 13               | 10               | 33               | 20               | -                | -  | -                    | -                    | -                    |                      |                      |
| 1998-1999  | EC Villacher SV                     | Alpenliga   | 29  | 25               | 27               | 52               | 26               | -                | -  | -                    | -                    | -                    |                      |                      |
| 1999-2000  | Kölner Haie                         | DEL         | 56  | 22               | 21               | 43               | 53               | 10               | 2  | 4                    | 6                    | 8                    |                      |                      |
| 2000-2001  | HC Fribourg-Gottéron                | LNA         | 45  | 29               | 19               | 48               | 55               | 5                | 4  | 2                    | 6                    | 0                    |                      |                      |
| 2001-2002  | HC Fribourg-Gottéron                | LNA         | 40  | 12               | 12               | 24               | 55               | 2                | 1  | 0                    | 1                    | 25                   |                      |                      |
| 2002-2003  | HC Fribourg-Gottéron                | LNA         | 41  | 14               | 15               | 29               | 47               | -                | -  | -                    | -                    | -                    |                      |                      |
| 2003-2004  | Kölner Haie                         | DEL         | 44  | 13               | 30               | 43               | 30               | 6                | 0  | 3                    | 3                    | 6                    |                      |                      |
| 2004-2005  | Kölner Haie                         | DEL         | 51  | 19               | 22               | 41               | 63               | 7                | 2  | 2                    | 4                    | 2                    |                      |                      |
| 2005-2006  | Kölner Haie                         | DEL         | 45  | 10               | 18               | 28               | 8                | -                | -  | -                    | -                    | -                    |                      |                      |
| Totaux LNH | Totaux LNH                          | Totaux LNH  | 61  | 12               | 16               | 28               | 26               | -                | -  | -                    | -                    | -                    |                      |                      |
| Totaux LAH | Totaux LAH                          | Totaux LAH  | 340 | 173              | 180              | 353              | 236              | 40               | 15 | 24                   | 39                   | 24                   |                      |                      |
| Totaux DEL | Totaux DEL                          | Totaux DEL  | 209 | 66               | 96               | 162              | 162              | 23               | 4  | 9                    | 13                   | 16                   |                      |                      |
| Totaux LNA | Totaux LNA                          | Totaux LNA  | 126 | 55               | 46               | 101              | 157              | 7                | 5  | 2                    | 7                    | 25                   |                      |                      |

| Année | Équipe      | Compétition    |   | PJ | B | A | Pts | Pun               |  | Résultat |
| 1994  | Canada      | JO             | 8 | 1  | 0 | 1 | 0   | Médaille d'argent |  |          |
| 1998  | Canada      | Coupe Spengler | 4 | 3  | 1 | 4 |     | Finaliste         |  |          |
| 1999  | Kölner Haie | Coupe Spengler |   | 5  | 1 | 4 |     | Vainqueur         |  |          |
| 2002  | Canada      | Coupe Spengler | 4 | 2  | 3 | 5 | 0   | Vainqueur         |  |          |